# The Living Years
Living Years är Mike + The Mechanics andra album, utgivet 1988. Albumet nådde 13:e plats på Billboard 200, 2:a plats på UK Albums Chart och 11:e plats på Svenska albumlistan.
2014 utgavs en re-mastrad 25-årsjubileumsutgåva med en bonus-CD.

## Låtlista

### 1988 Originalutgåva
1. "Nobody's Perfect" (Rutherford, B. A. Robertson) – 4:48
2. "The Living Years" (Rutherford, Robertson) – 5:32
3. "Seeing Is Believing" (Rutherford, Robertson) – 3:13
4. "Nobody Knows" (Rutherford, Christopher Neil) – 4:24
5. "Poor Boy Down" (Rutherford, Neil) – 4:33
6. "Blame" (Rutherford, Neil) – 5:24
7. "Don't" (Rutherford, Neil) – 5:45
8. "Black & Blue" (Rutherford, Robertson, Paul Young) – 3:27
9. "Beautiful Day" (Rutherford, Neil, Young) – 3:39
10. "Why Me?" (Rutherford, Robertson) – 6:26

### 2014 Bonus-CD
1. "The Living Years" (2014 Version)
2. "Seeing Is Believing" (Live)
3. "Don't" (Live)
4. "Back & Blue" (Live)
5. "Silent Running" (Live)
6. "Par Avion" (Live)
7. "Take The Reins" (Live)
8. "Nobody's Perfect" (Live)
9. "A Call To Arms" (Live)
10. "Beautiful Day" (Live)
11. "Hanging By A Thread" (Live)

## Medverkande
- Mike Rutherford – gitarr, bas, sång, producent
- Paul Carrack – sång (2, 4, 7, 10), körsång
- Paul Young – sång (1, 3, 5, 6, 8, 9), körsång
- Adrian Lee – keyboards
- Peter Van Hooke – trummor
- Alan Murphy – gitarr
- Sal Gallina – keyboards
- B.A. Robertson – keyboards
- Martin Ditcham – slagverk
- Luis Jardim – slagverk
- Christopher Neil – körsång, producent
- Alan Carvell – körsång
- King's House School Choir – kör på "The Living Years"
- Michael Stuckey – körledare

## Production
- Nick Davis – tekniker
- Paul Gumersall – tekniker
- Terry Irwin – teknisk assistent
- Halpin Grey Vermeir – skivomslag
- Geoff Halpin – fotograf
- John Swannell – fotograf